# Порошинська сільська рада
Поро́шинська сільська рада (рос. Порошинский сельский совет) — сільське поселення у складі Китмановського району Алтайського краю Росії.
Адміністративний центр та єдиний населений пункт — село Порошино.

## Населення
Населення — 439 осіб (2019; 562 в 2010, 756 у 2002).